# Secrétand Dampfwagen

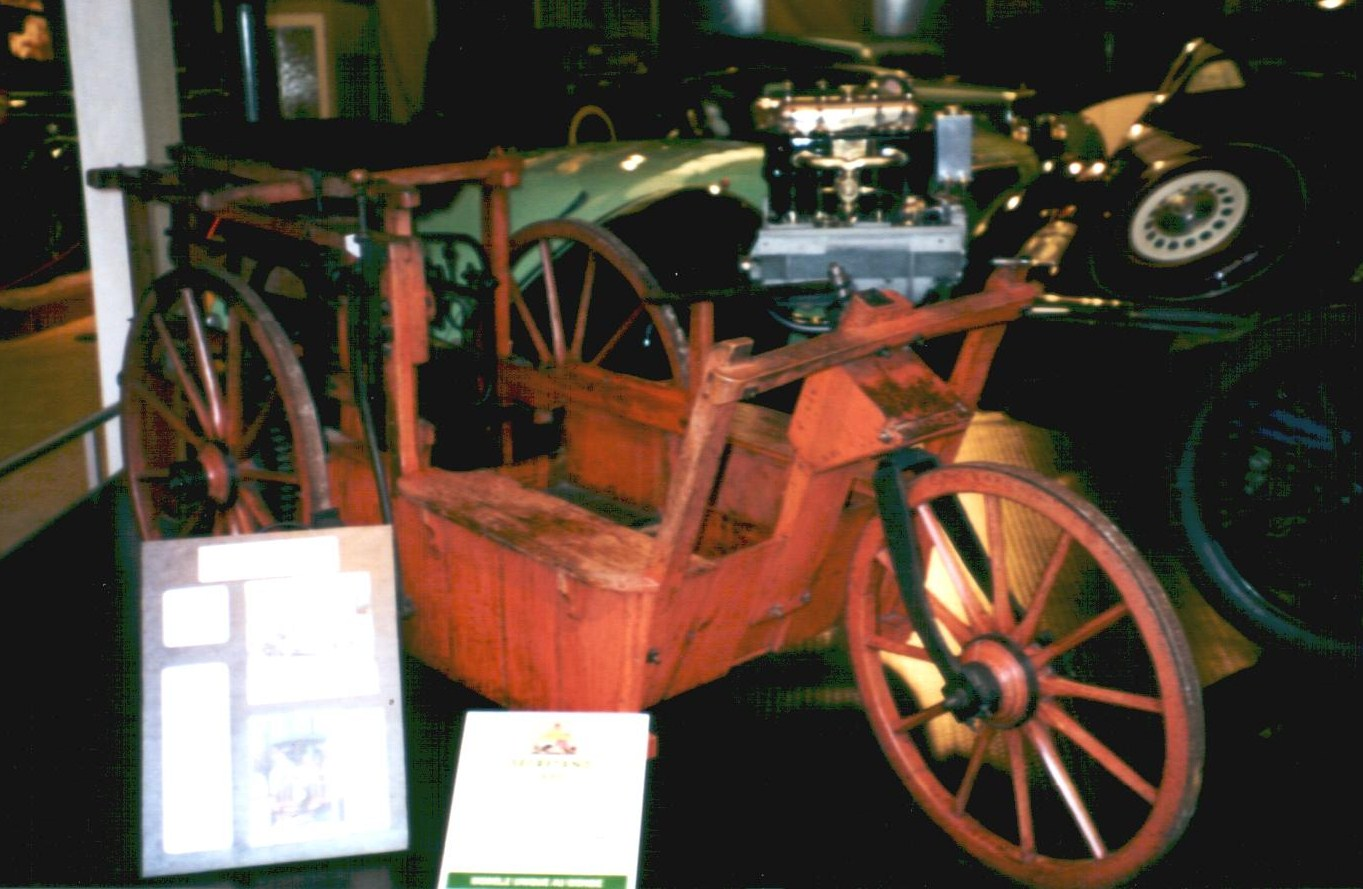
Secrétand Dampfwagen von 1890

Der Secrétand Dampfwagen ist ein frühes französisches Automobil.
Jules Secrétand war ein junger Mechaniker, als er 1890 innerhalb von sechs Monaten in seiner Werkstatt in Clairvaux-les-Lacs einen Dampfwagen herstellte. 1891 gewann er damit den ersten Preis bei einer Industrieausstellung in Bourg-en-Bresse. Das Fahrzeug hat drei Räder, wobei sich das einzelne Rad vorne befindet. Der Motor ist im Heck des Fahrzeugs montiert.
Das Fahrzeug ist erhalten geblieben und im Musée Henri Malartre in Rochetaillée-sur-Saône zu besichtigen.